# Dor kummt een Schipp
Dor kummt een Schipp (plattdeutsch; in hochdeutscher Sprache: Dort kommt ein Schiff) mit dem Untertitel Plattdüütsch Gesangbook (= Plattdeutsches Gesangbuch) ist ein plattdeutsches Gesangbuch für die evangelisch-lutherischen und evangelisch-reformierten Kirchen in Niedersachsen und Bremen. Das im Jahr 1991 erstmals erschienene plattdeutsche Kirchengesangbuch mit insgesamt 260 Kirchenliedern ist inzwischen in ganz Norddeutschland bekannt und verbreitet. Zuletzt erschien 2009 die dritte Auflage mit 44 neuen Liedern in einem auch gesondert erhältlichen Anhang.

## Geschichte
1986 erteilte die Evangelisch-Lutherische Landeskirche Hannovers Johann Diedrich Bellmann (1930–2006), dem Autor zahlreicher plattdeutscher Werke, der damals als Dozent für Deutsch an der Theologischen Akademie der Landeskirche lehrte, einen landeskirchlichen Sonderauftrag zur Erstellung eines plattdeutschen Gesangbuches. Bellmann erarbeitete gemeinsam mit Theologiestudenten eine Sammlung von 260 plattdeutschen Kirchenliedern. 
Außer bereits bekannten plattdeutschen Kirchenliedern wurden auch viele bekannte hochdeutsche Kirchenlieder in die plattdeutsche Sprache übersetzt oder übertragen. Als Grundlage diente unter anderem das Schaffen des pommerschen Pastors Walter Georg Karl Schröder (1884–1955), der sich zeitlebens für „Plattdüütsch in de Kark“ (hochdeutsch: „Plattdeutsch in der Kirche / im Gottesdienst“) eingesetzt und unter anderem auch bereits plattdeutsche Kirchenlieder gesammelt, entwickelt und herausgegeben hatte. Schröder setzte sich auch für eine eigene plattdeutsche Liturgie ein, die in dem von Bellmann erstellten Gesangbuch ansatzweise verwirklicht wurde.
Das Gesangbuch wurde 1991 unter dem plattdeutschen Titel Dor kummt een Schipp. Plattdüütsch Gesangbook von der Arbeitsgemeinschaft plattdeutscher Pastoren in Niedersachsen herausgegeben und erschien im Verlag der Missionshandlung Hermannsburg in Hermannsburg. Es fand rasch Verbreitung in ganz Norddeutschland, und bereits 1992 erschien eine überarbeitete zweite Auflage.
Einige plattdeutsche Lieder aus dem Gesangbuch Dor kummt een Schipp wurden inzwischen in einzelne (norddeutsche) Regionalteile des Evangelischen Gesangbuches übernommen und integriert.
Nachdem Niederdeutsch (Plattdeutsch) 1998 in die  Europäische Charta der Regional- oder Minderheitensprachen übernommen wurde, gibt es in Norddeutschland verstärkt Bemühungen, Gottesdienste gelegentlich mit plattdeutschen Texten in Lied (Kirchenlied), Lesung, Gebet und Auslegung zu gestalten. So werden beispielsweise auf der Internet-Plattform „Göttinger Predigten im Internet“ teils Predigten in plattdeutscher Sprache veröffentlicht, in denen auch Lieder aus dem Gesangbuch Dor kummt een Schipp verwendet werden, und auf dem 30. Deutschen Evangelischen Kirchentag im Mai 2005 in Hannover wurde auch ein plattdeutscher Gottesdienst durchgeführt, ebenfalls mit Liedern aus Dor kummt een Schipp.
Im Jahre 2009 wurde von einem Redaktionsteam unter Leitung der Pastorin Anita Christians-Albrecht und des Pastors Walter Scheller im Auftrage der Arbeitsgemeinschaft „Plattdüütsch in de Kark“ Niedersachsen/Bremen die dritte, um einen Anhang erweiterte Ausgabe herausgebracht. Sie enthält 44 neuere Titel im Anhang, der auch zur Ergänzung der beiden alten Ausgaben als gesonderter Einzelband erhältlich ist.

## Aufbau und Inhalt
Das Liederbuch enthält in der Erstausgabe von 1991 auf 384 Seiten das Inhaltsverzeichnis (S. 5–14), Liturgievorschläge („Plattdüütsch Kark“; S. 15–36), den eigentlichen Liedteil und einen Anhang. 
Der Liedteil (S. 37–359) ist in 27 Kapitel gegliedert. Dieser Teil enthält 260 Lieder in plattdeutscher Sprache, wobei auch 7 Lieder, die ansonsten ihren Platz im katholischen Gottesdienst haben („ut de kathoolische Kark“), mit aufgenommen wurden. Aus dem Genfer Psalter wurden 6 Lieder übernommen und ins Plattdeutsche übertragen, die auf Psalmen beruhen und früher bereits in Ostfriesischem Platt in Ostfriesland bekannt und dort bei Gottesdiensten gebräuchlich waren.
Jedes Lied wird mit allen Strophen und mit Noten (meist einstimmig, ohne Akkorde) vorgestellt.
Der Anhang enthält ein Quellenverzeichnis (S. 360–375), ein Verzeichnis der hochdeutschen Lieder, die ins Plattdeutsche übersetzt oder übertragen wurden, in alphabetischer Reihenfolge (S. 376–379) und ein Nachwort (S. 380–384) von Pastor Hein Kröger (Soltau).

## Das Gesangbuch
- Johann D. Bellmann u. a. (Red.); Arbeitsgemeinschaft plattdeutscher Pastoren in Niedersachsen (Hrsg.): Dor kummt een Schipp. Plattdüütsch Gesangbook. 1. Auflage. Verlag der Missionshandlung Hermannsburg, Hermannsburg 1991, ISBN 3-87546-066-9 (plattdeutsch, teilweise hochdeutsch).
- Johann D. Bellmann u. a. (Red.); Arbeitsgemeinschaft „Plattdüütsch in de Kark“ Niedersachsen/Bremen (Hrsg.): Dor kummt een Schipp. Plattdüütsch Gesangbook. 2. , durchgesehene und mit einem Anhang versehene Auflage. Verlag der Missionshandlung Hermannsburg, Hermannsburg 1992, ISBN 3-87546-072-3 (plattdeutsch, teilweise hochdeutsch).
- Anita Christians-Albrecht, Walter Scheller u. a. (Red.); Arbeitsgemeinschaft „Plattdüütsch in de Kark“ Niedersachsen/Bremen (Hrsg.): Dor kummt een Schipp. Plattdüütsch Gesangbook. 3. , durchgesehene und mit einem Anhang versehene Auflage. Verlag der Missionshandlung Hermannsburg, Hermannsburg 2009, ISBN ?? (plattdeutsch, teilweise hochdeutsch).
- Anita Christians-Aldrecht, Walter Scheller u. a. (Red.); Arbeitsgemeinschaft „Plattdüütsch in de Kark“ Niedersachsen/Bremen (Hrsg.): Anhang zum Plattdüütsch Gesangbook. Dor kummt een Schipp. 1. Auflage. Verlag der Missionshandlung Hermannsburg, Hermannsburg 2009, ISBN ?? (plattdeutsch, teilweise hochdeutsch).